# Leon Damer
Leon Damer (* 31. Januar 2000 in Hannover) ist ein deutscher Fußballspieler.

## Karriere
Damer begann mit dem Fußballspielen beim TSV Berenbostel. Im Sommer 2011 wechselte er in die Jugendabteilung von Hannover 96. Für seinen Verein bestritt er 13 Spiele in der B-Junioren-Bundesliga und 28 Spiele in der A-Junioren-Bundesliga, bei denen ihm insgesamt neun Tore gelangen. Im Sommer 2019 erfolgte sein Wechsel in die Regionalliga Nord zum TSV Havelse. In der Saison 2020/21 gelang Damer mit seiner Mannschaft der Aufstieg in die 3. Liga nach zwei 1:0-Siegen über den 1. FC Schweinfurt 05. Nach der Saison verlängerte er seinen Vertrag nicht, da er höherklassig spielen wollte. Da daraus allerdings nichts wurde, unterzeichnete er Ende August 2021 einen neuen Vertrag bei seinem alten Verein. Am 5. September 2021, dem 7. Spieltag, gab er schließlich sein Profidebüt bei der 0:1-Heimniederlage gegen Borussia Dortmund II, wobei er in der 55. Spielminute für Julius Langfeld eingewechselt wurde.
Nach dem Abstieg seiner Mannschaft wechselte er im Sommer 2022 zum Halleschen FC und blieb somit der Liga erhalten. Anfang September 2023 wechselte er in die Regionalliga Nordost zum Chemnitzer FC.

## Erfolge
- Niedersachsenpokal-Sieger: 2019/20
- Aufstieg in die 3. Liga: 2020/21